# Xianzijiaozhen (ort i Kina, Hunan Sheng, lat 25,64, long 111,37)
Xianzijiaozhen (kinesiska: 仙子脚镇) är en ort i Kina. Den ligger i provinsen Hunan, i den södra delen av landet, omkring 330 kilometer sydväst om provinshuvudstaden Changsha. Antalet invånare är 26 902. Befolkningen består av 11 988 kvinnor och 14 914 män. Barn under 15 år utgör 26,0 %, vuxna 15-64 år 63 %, och äldre över 65 år 9,0 %.
Runt Xianzijiaozhen är det tätbefolkat, med 257 invånare per kvadratkilometer. Närmaste större samhälle är Shouyanzhen, 14,4 km sydost om Xianzijiaozhen. I omgivningarna runt Xianzijiaozhen växer huvudsakligen savannskog.
Genomsnittlig årsnederbörd är 1 959 millimeter. Den regnigaste månaden är april, med i genomsnitt 306 mm nederbörd, och den torraste är oktober, med 47 mm nederbörd.